# Xatrac ventrenegre
El xatrac ventrenegre (Sterna acuticauda) és una espècie d'ocell de la família dels làrids (Laridae) que habita rius, llacs i pantans del Pakistan, l'Índia, el Nepal, sud-oest de la Xina, Myanmar i Indoxina.